# ريان حامد
ريان حامد مواليد 13 أبريل 2002 في السعودية، هو لاعب كرة قدم سعودي يلعب في النادي الأهلي في الظهير الأيمن.

## مسيرة اللاعب
لعب في النادي الأهلي ونادي الطائي.

## روابط خارجية
- ريان حامد على موقع قاعدة بيانات كرة القدم.إي يو (الإنجليزية)
- ريان حامد على موقع Soccerway.com (الإنجليزية)
- ريان حامد على موقع كووورة